# Shadows in the Light
Shadows in the Light è il settimo album in studio del gruppo musicale death metal statunitense Immolation pubblicato dall'etichetta discografica Listenable Records in Europa e dalla Century Media negli Stati Uniti  nel 2007.

## Il disco
Il disco uscì qualche giorno dopo l'EP Hope and Horror e venne edito in CD e in LP a tiratura limitata, quest'ultimo pubblicato dall'italiana Night of the Vinyl Dead Records. Le soluzioni stilistiche presenti su questo album restano ancorate alle sonorità tipiche della band, senza le sperimentazioni adottate sul lavoro precedente pur mantenendo alcuni accenni melodici. Le composizioni sono comunque varie e spesso si caratterizzano per le strutture complesse, creando armonie dissonanti e sinistre accompagnate dalla voce profonda e gutturale di Ross Dolan.
Il disco venne ristampato nel 2014, su CD in formato digipack e su disco in vinile a tiratura limitata, sempre ad opera della Listenable Records, con l'aggiunta delle tre tracce provenienti dal precedente EP.

## Tracce
1. Hate's Plague – 2:50
2. Passion Kill – 3:41
3. World Agony – 3:55
4. Tarnished – 3:36
5. The Weight of Devotion – 4:20
6. Breathing the Dark – 4:00
7. Deliverer of Evil – 3:45
8. Shadows in the Light – 3:44
9. Lying with Demons – 4:33
10. Whispering Death – 6:04

Tracce bonus 2014
EP Hope and Horror
1. Den of Thieves – 3:20
2. The Condemned – 5:04
3. The Struggle of Hope and Horror – 7:21 – (strumentale)

## Formazione
- Ross Dolan – voce e basso
- Robert Vigna – chitarra
- Bill Taylor – chitarra
- Steve Shalaty – batteria

### Produzione
- Paul Orofino – ingegneria del suono, produzione, mastering
- Nick Brough – ingegneria del suono
- Sven per Avernus Studios – grafica